# 돗토리 대학
돗토리 대학(일본어: 鳥取大学, Tottori University)은 일본의 국립 대학이다. 대학 본부는 돗토리현 돗토리시 코야마초에 있다. 

## 연혁
돗토리 대학은 1949년에 요나고 의과대학(米子醫科大學), 요나고 의학 전문학교(米子醫學專門學校), 돗토리 농림 전문학교(鳥取農林專門學校), 돗토리 사범학교(鳥取師範學校), 돗토리 청년 사범학교(鳥取靑年師範學校)를 통합해 설립되었다. 구 돗토리 농림 전문학교는 모래땅 농업의 연구로 특성적인 학교였다. 지금도 건조 지역에 관한 연구가 계속되고 있다.
- 1949년 : 돗토리 대학 발족 (학부: 학예학부, 의학부, 농학부).
- 1965년 : 공학부를 설치.
- 1966년 : 학예학부를 교육학부로 개명. 교육학부와 농학부가 현 돗토리 캠퍼스로 이전.
- 1999년 : 교육학부를 교육지역과학부로 개명.
- 2004년 : 교육지역과학부를 지역학부로 개명.

이하, 돗토리 대학에 통합된 구 학교들의 연혁이다.
- 1945년 3월 : 요나고 의학 전문학교 설치.
- 1946년 6월 : 부속 병원 개설.
- 1948년 2월 : 요나고 의과대학으로 승격.
- 1949년 5월 : 돗토리 대학 의학부가 됨.

- 1920년 11월 : 돗토리 고등 농업학교(鳥取高等農業學校) 설치 (학과: 농학과, 농예화학과).
- 1921년 4월: 개교.
- 1923년 : 과수원, 고야마(湖山) 사구 시험지(砂丘試驗地) 설치.
- 1939년 : 수의학과를 설치.
- 1942년 4월 : 임학과를 설치. 돗토리 고등 농림학교(鳥取高等農林學校)로 개칭.
- 1944년 4월 : 돗토리 농림 전문학교로 개칭.
- 1949년 5월 : 돗토리 대학 농학부가 됨.

- 1874년 9월 : 돗토리현이 소학교교원 전습소(小學校敎員傳習所)를 설립.
- 1876년 7월 : 돗토리 공립 사범학교(鳥取公立師範學校)로 개칭.
- 1876년 8월 : 돗토리 현이 시마네현에 통합됨.
- 1880년 : 돗토리 공립 사범학교 폐교.
- 1881년 9월 : 돗토리 현이 시마네 현에서 독립.
- 1882년 5월 : 돗토리 현 공립 사범학교(鳥取縣公立師範學校)로서 부흥.
- 1886년 : 돗토리 현 심상 사범학교로 개칭.
- 1898년 : 돗토리 현 사범학교로 개칭.
- 1926년 : 남자 사범학교와 여자 사범학교를 분리.
- 1943년 : 남자 사범학교를 여자 사범학교와 통합. 관립 돗토리 사범학교로 승격.
- 1949년 : 돗토리 대학 학예학부가 됨.

- 1921년 : 현 구라요시시(倉吉市)에 돗토리 현 실업보습학교 남자교원 양성소(鳥取縣實業補習學校男敎員養成所) 설립.
- 1926년 : 돗토리시로 이전.
- 1937년 : 돗토리 현립 청년학교 교원 양성소(鳥取縣立靑年學校敎員養成所)로 개칭.
- 1944년 : 관립 돗토리 청년 사범학교로 승격.
- 1945년 : 현 구라요시 시로 이전.
- 1949년 : 돗토리 대학 학예학부가 됨.

## 캠퍼스
- 돗토리(鳥取) 캠퍼스: 대학 본부 캠퍼스.
- 돗토리현 돗토리시 코야마초 미나미(湖山町南) 4-101.
- 요나고(米子) 캠퍼스: 의학부 캠퍼스.
- 돗토리 현 요나고시(米子市) 니시초(西町) 86.

## 조직

### 학부
- 지역학부
  - 지역정책학과
  - 지역교육학과
  - 지역문화학과
  - 지역환경학과
- 의학부
  - 의학과 (6년제)
  - 생명과학과
  - 보건학과
- 공학부
  - 기계공학과
  - 지능정보공학과
  - 전기전자공학과
  - 물질공학과
  - 생물응용공학과
  - 토목공학과
  - 사회개발 시스템 공학과
  - 응용 수리(數理) 공학과
- 농학부
  - 생물자원환경학과
  - 수의학과 (6년제)

### 대학원
- 지역학 연구과 (석사 과정)
- 의학계 연구과
  - 보건학 전공 (석사 과정)
  - 의학 전공 (박사 과정)
  - 생명과학 전공 (석사/박사 과정)
  - 기능재생 의과학 전공 (석사/박사 과정)
- 공학 연구과 (석사/박사 과정)
- 농학 연구과 (석사 과정)
- 연합 농학 연구과 (박사 과정) - 본부: 돗토리 대학
- 연합 수의학 연구과 (박사 과정) - 본부: 야마구치 대학

### 부속기관
- 도서관
- 의학부 부속 병원
- 지역학부 부속 예술문화 센터
- 공학부 부속 공학교육 실천 센터 (일본어: ものづくり教育実践センター, Innovation Center for Engineering Education)
- 공학부 부속 전자 Display 연구 센터
- 농학부 부속 동물병원
- 농학부 부속 농장
- 부속 학교
  - 부속 유치원, 초등학교, 중학교, 특별지원학교
- 전국 공동 이용 시설
  - 건조지 연구 센터